# HD 137388
Karaka eller HD 137388 är en ensam stjärna belägen i den södra delen av stjärnbilden Paradisfågeln. Den har en skenbar magnitud av ca 8,70 och kräver åtminstone en stark handkikare eller ett mindre teleskop för att kunna observeras. Baserat på parallaxmätning inom Hipparcosuppdraget enligt Gaia Data Release 2 på ca 24,7 mas, beräknas den befinna sig på ett avstånd på ca 132 ljusår (ca 41 parsek) från solen. Den rör sig bort från solen med en heliocentrisk radialhastighet på ca 26 km/s.

## Nomenklatur
HD 137388 fick på förslag av Nya Zeeland, namnet Karaka i NameExoWorlds-kampanjen som 2019 anordnades av International Astronomical Union. Karaka anspelar på det i Nya Zeeland förekommande karakaträdet. Den tillhörande planeten HD 137388 b gavs officiellt till Kererū, maorinamnet på den nyzeeländska duvan, av IAU i samma tävling som namngav moderstjärnan.

## Egenskaper
HD 137388 är en orange till gul underjättestjärna av spektralklass K2 IV. Den har en massa som är ca 0,93 solmassor, en radie som är ca 0,53 solradier och har ca 1,3 gånger solens utstrålning av energi från dess fotosfär vid en effektiv temperatur av ca 5 300 K.

## Planetsystem
Mätningar av radiell hastighet tyder på att stjärnan har en planet, ursprungligen benämnd HD 137388 b med en massa av 0,233 jupitermassor och en omloppsperiod av 330 dygn. Den kretsar kring stjärnan på ett genomsnittligt avstånd på 0,89 AE.
| Planet     | Massa             | Halv storaxel (AE) | Siderisk omloppstid (d) | Excentricitet | Inklination  | Radie |
| ---------- | ----------------- | ------------------ | ----------------------- | ------------- | ------------ | ----- |
| b (Kekerū) | ≥0,223 ± 0,029 MJ | 0,89 ± 0,02        | 330,0 ± 4,0             | 0,36 ± 0,12   | 86,0 ± 35,0° | -     |